# Montagnes de Ballyhoura
Les montagnes de Ballyhoura sont situées au Sud-Est du comté de Limerick et au Nord du comté de Cork, dans le Munster en Irlande.

## Géographie
La partie méridionale des collines est largement recouverte de conifères. Le point culminant des montagnes est Seefin (528 m). Au nord-ouest de ce mont se trouve Black Rock, une colline de 516 m d'altitude. À 5 km à l'ouest se trouve Carron Mountain (440 m), à la frontière entre les comtés de Cork et de Limerick. À l'est de Seefin se trouve le mont Knockea, et à l'est de ce dernier, la montagne de Knockeennamroanta (402 m). Entre ces deux sommets se trouve la vallée de Barnaderg, appelée aussi vallée de Redchair, qui permet de passer du territoire de Limerick au territoire de Cork. Au nord de cette vallée se trouve le sommet de Barnageeha (365 m). Les villages les plus proches sont Ardpatrick, Glenosheen, Ballyorgan et Kilfinane.

## Cyclisme
Les montagnes de Ballyhoura abritent un parc cycliste près de Seefin et Black Rock. C'est le plus grand de sa catégorie en Irlande.